# Lemna disperma
Lemna disperma là một loài thực vật có hoa trong họ Ráy (Araceae). Loài này được Hegelm. mô tả khoa học đầu tiên năm 1895.